# Райнер фон Фіяндт
Райнер фон Фіяндт (фін. Berndt Rainer von Fieandt 1890, Турку, Велике князівство Фінляндське, Російська імперія — 1972, Гельсінкі, Фінляндія) — політичний і державний діяч Фінляндії, 42-й прем'єр-міністр Фінляндії.

## Життєпис
42-й Прем'єр-міністр Фінляндії.
За освітою юрист, магістр права (1916), працював юристом, членом правління ряду промислових підприємств і банків, в 1955 році став наступником Сакарі Туоміоя на посаді голови Банку Фінляндії і обіймав цю посаду до 1957.
У 1939–1940 роках входив до кабінетів Аймо Каяндера і Рісто Рюті як міністр.
З листопада 1957 по квітень 1958 — прем'єр-міністр Фінляндії, за результатами голосування в парламенті Фінляндії через зростання цін на хліб кабінет Райнера фон Фіяндта був відправлений у відставку.
Крім того, до своєї смерті він був членом рад директорів різних промислових компаній і банків, в тому числі «Wärtsilä Gesellschaft» (1931–1940) і Фінського поштового банку (1955–1960).
Також був президентом і віце-президентом шведськомовної економічної асоціації «Ekonomiska Samfundet i Finland».